# Michael Schrodi
Michael Schrodi (* 3. Juli 1977 in München-Pasing) ist ein deutscher Politiker (SPD) und Gymnasiallehrer. Er ist seit 2017 Mitglied des Deutschen Bundestages und seit 2025 Parlamentarischer Staatssekretär bei dem Bundesminister der Finanzen. 

## Ausbildung und Beruf
Michael Schrodi wohnte nach seiner Geburt in Gröbenzell bei München. Ab dem Jahr 1984 besuchte er dort die Grundschule an der Bernhard-Rößner-Straße und ab 1988 das Gymnasium Gröbenzell. Das Gymnasium verließ er nach der 10. Klasse mit dem mittleren Schulabschluss. Anschließend machte er eine Ausbildung zum Kaufmann im Groß- und Außenhandel. Den 13-monatigen Zivildienst absolvierte er bis zum Juni 2000 im Behindertenfahrdienst des Malteser Hilfsdienst Gröbenzell. Ab September 2000 besuchte er die Berufsoberschule München mit der Ausbildungsrichtung Sozialwesen. In zwei Jahren erlangte er hier zunächst 2001 die Fachhochschulreife und ein Jahr darauf die allgemeine Hochschulreife.
Anschließend nahm Michael Schrodi ein Studium für das Lehramt an Gymnasien in der Fächerkombination Deutsch und Geschichte an der Ludwig-Maximilians-Universität München auf. Nach dem ersten Staatsexamen wurde er im Jahr 2007 in den Schuldienst übernommen. In dieser Zeit war er unter anderem für ein Jahr am Josef-Effner-Gymnasium Dachau als Referendar tätig. Seit dem zweiten Staatsexamen im Februar 2009 war er bis zu seiner Wahl zum Bundestagsabgeordneten im September 2017 als Lehrer für die Fächer Deutsch, Geschichte und Sozialkunde am Viscardi-Gymnasium Fürstenfeldbruck tätig.

## Privates
Michael Schrodi ist seit Juli 2006 verheiratet. Im Jahr 2011 kam sein Sohn und 2014 seine Tochter zur Welt. Seitdem wohnt Michael Schrodi mit seiner Familie in Olching.
Bereits zur Grundschulzeit begann Michael Schrodi mit dem Fußballspielen. Über die Stationen SV Lochhausen, FC Bayern München und SC Olching landete er mit 18 Jahren schließlich beim FC Pipinsried. Von dort wechselte er nach zwei Jahren zum SC Fürstenfeldbruck und spielte für diesen und den FC Ismaning insgesamt neun Jahre in der Landes- und Bayernliga. Während seiner Zeit beim FC Ismaning wurde Schrodi im Jahr 2000 auch beim DFB-Pokal-Spiel gegen Borussia Dortmund eingesetzt. Michael Schrodi spielt für den FC Bundestag. Seit 2010 ist er Mitglied beim TSV 1860 München. Er ist Neffe des langjährigen 1860-Profifußballers Georg "Schorsch" Metzger und gründete im März 2022 den Fanklub "Bundestagslöwen", dessen Vorsitzender er ist.

## Politik
Michael Schrodi ist seit dem Jahr 1997 Mitglied der SPD. Schon während seines Studiums war Michael Schrodi Stipendiat der SPD-nahen Friedrich-Ebert-Stiftung. Mit dem Start seiner Lehramtstätigkeit trat er in die GEW ein. Politisch war er in verschiedenen regionalen Funktionen bei den Jusos, der Jugendorganisation der SPD, und in der Kommunalpolitik tätig: als Gemeinderat in Gröbenzell (2003 bis 2012), Kreisrat im Landkreis Fürstenfeldbruck (von 2010 bis 2021) und Stadtrat in Olching (2014 bis 2015).
Schrodi bezeichnet sich als demokratischen Sozialisten. Die Schwerpunkte seines politischen Engagements vor seinem Einzug in den Bundestag lagen im Bereich Sozialpolitik und in der Arbeit gegen Rechtsextremismus. Als Gemeinderat machte er sich u. a. erfolgreich für die Einsetzung eines Stolpersteines in Gröbenzell stark. Zudem arbeitete er an zahlreichen Konzepten zur Förderung bezahlbaren Wohnraums, für die Gleichstellung von Frauen, faire Löhne, gerechte Bildung, sichere Renten und den öffentlichen Nahverkehr mit. Auch die nachhaltige Energieversorgung gehört zu seinen politischen Themenfeldern.

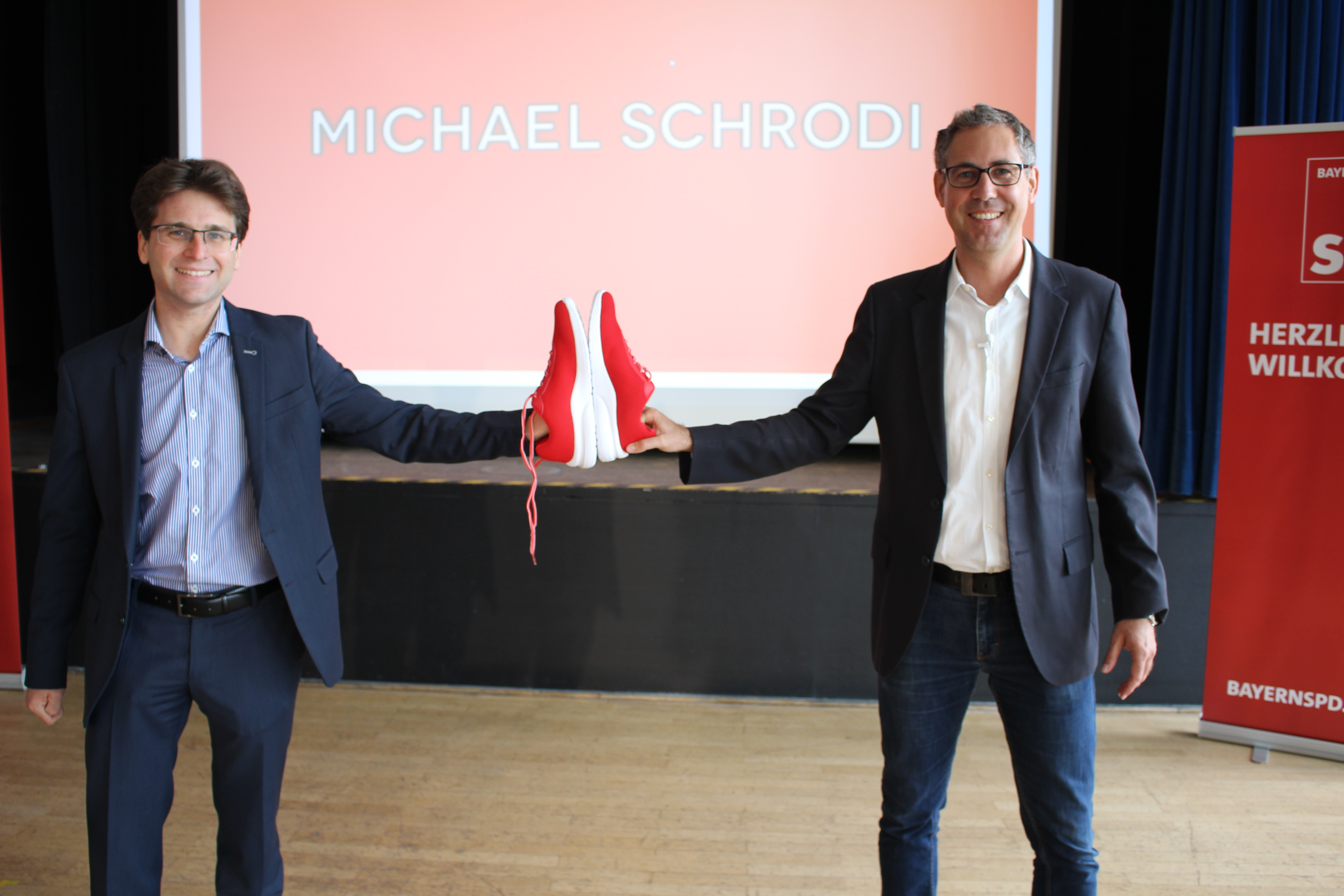
Michael Schrodi mit dem Dachauer Oberbürgermeister Florian Hartmann bei Schrodis Wahlkampfauftakt im Mai 2021

Bei der Bundestagswahl 2021 war Michael Schrodi Direktkandidat der SPD im Bundestagswahlkreis Fürstenfeldbruck-Dachau. Er zog über den Listenplatz 13 der bayerischen SPD in den Bundestag ein. In seinem Wahlbezirk holte er 19,3 % der Erststimmen. Der Zweitstimmenanteil der SPD lag bei 16,2 %. Den größten Erststimmen-Anteil erhielt er mit 24,9 % in der Stadt Olching, den größten Zweitstimmenanteil mit 20,5 % in der Gemeinde Schöngeising. Von Dezember 2021 bis März 2025 war er finanzpolitischer Sprecher der SPD-Bundestagsfraktion.
Als Teil des SPD-Verhandlungsteams im Bereich Finanzen nahm er an den Koalitionsverhandlungen mit Bündnis 90/Die Grünen und FDP teil.
Zur Bundestagswahl 2025 trat Schrodi im Bundestagswahlkreis Fürstenfeldbruck sowie auf Listenplatz 11 der Landesliste der BayernSPD an. Er wurde über die Liste erneut in den Bundestag gewählt, bei den Erststimmen kam er im Wahlkreis 214 mit 15,0 Prozent der Erststimmen auf den zweiten Platz hinter Katrin Staffler (CSU).

## Im Bundestag
Im Bundestag war Michael Schrodi ordentliches Mitglied des Finanzausschusses. Schrodi war außerdem stellvertretendes Mitglied im Ausschuss für Umwelt, Naturschutz und nukleare Sicherheit. Innerhalb der SPD-Bundestagsfraktion ist er Mitglied der Parlamentarischen Linken. Außerdem ist Schrodi seit Mai 2023 Mitglied des Präsidiums der Bayern-SPD sowie Mitglied der Finanz- und Steuerkommission und im Wirtschaftspolitischen Beirat. Zudem ist er in der Deutsch-Irischen Parlamentariergruppe und der Deutsch-Französischen Parlamentarischen Versammlung engagiert.
Als Bundestagsabgeordneter setzt er sich u. a. für den Erhalt der Grundsteuer als wichtige Einnahmequelle der Städte und Gemeinden, Steuertransparenz bei multinationalen Unternehmen und die finanzielle Unterstützung von Familien ein. Zudem engagiert er sich für einen sozial verträglichen Kohleausstieg und den Waldschutz.
Die im Rahmen des im Juni 2020 verabschiedeten Konjunkturpakets erfolgte Mehrwertsteuersenkung ging Spiegel Online zufolge maßgeblich aus einem von Michael Schrodi zusammen mit Lothar Binding verfassten Positionspapier der SPD hervor.
Nachdem im September 2020 bekannt geworden war, dass die MAN Truck & Bus SE rund 2.200 Stellen in ihrem Werk in Karlsfeld streichen wollte, setzte sich Schrodi für den Erhalt der Arbeitsplätze ein. Dabei kam es unter anderem zu einem Gespräch zwischen der bayerischen Landesgruppe der SPD-Bundestagsfraktion und dem Betriebsratsvorsitzenden der MAN Truck& Bus SE, Saki Stimoniaris.
Am 7. Juli 2023 bestand während einer Bundestagssitzung im Präsidium Uneinigkeit über den Ausgang einer Abstimmung zum Antrag der CDU/CSU-Fraktion, den Bundeswirtschaftsminister herbeizuzitieren. Minister Robert Habeck hatte zuvor an der Debatte teilgenommen und sollte zu dem Zeitpunkt aber bereits im Bundesrat sprechen. Es wurde ein Hammelsprung angesetzt. Schrodi richtete daraufhin an den CDU-Vertreter im Bundestagspräsidium die Bemerkung: „Gemeinsam mit Faschisten einen solchen Popanz zu machen, ist inakzeptabel.“ Wegen des „verbalen Angriffs auf das Sitzungspräsidium […] und auf einzelne Mitglieder dieses Hauses“ verhängte Bundestagspräsidentin Bärbel Bas daraufhin wegen einer „mehr als geringfügigen Verletzung der parlamentarischen Ordnung“ gegen Schrodi ein Ordnungsgeld in Höhe von 1.000 Euro. Schrodi kündigte an, das Ordnungsgeld zu akzeptieren und sich beim Bundestagspräsidium zu entschuldigen.
Im Zuge der Bildung des Kabinetts Merz wurde er am 7. Mai 2025 zum Parlamentarischen Staatssekretär beim Bundesminister der Finanzen, Lars Klingbeil (SPD), ernannt.